# Royal Palm Beach, Florida
Royal Palm Beach este un sat din sud-estul Floridei, situat în comitatul Palm Beach. Populația sa a fost de 34.140 la recensământul din 2010. Face parte din zona metropolitană Miami. În ciuda numelui său, satul este situat la aproximativ cincisprezece mile distanță de Oceanul Atlantic.
Royal Palm Beach este cunoscut pentru numeroasele sale parcuri și misiunea generală de a proteja spațiul verde, așa cum o demonstrează recenta achiziție a 190 de acri (0,77 km2) pentru a crea un parc central principal și dezvoltarea a 25 de acri (100.000 m2) conservate într-un pasiv. observarea păsărilor și parc natural. Satul oferă o varietate de activități pentru pasionații de sport și în aer liber, inclusiv fotbal, baschet, tenis, fotbal pentru tineri Pop Warner și majorete, activități pentru seniori și programe de golf pe tot parcursul anului. Școlile publice din Sat sunt formate din școli primare și gimnaziale calificate „A” și există numeroase școli private care oferă cursuri de la grădiniță până la liceu.